# Immeuble SCIAM
L'Immeuble SCIAM, en forme longue Immeuble de la Société civile immobilière de l’avenue Marchand, est un gratte-ciel situé au 63 avenue Marchand, dans la commune du Plateau à Abidjan. Achevé en 1975 et culminant à plus de 86 mètres, il fait partie d'un groupe de tours et d'immeubles construits par l'administration ivoirienne à partir des années 1970 afin d'abriter les bureaux de l'administration et des entreprises publiques.
La tour est actuellement hôte du ministère de l'Économie et des Finances, ainsi que du ministère des Mines et de l'Énergie, ainsi que d'autres institutions nationales et internationales.